# Бергер, Готфрид Даниэль
Готфрид Даниэль Бергер (нем. Gottfried Daniel Berger; 25 октября 1744, Берлин — 17 ноября 1825, Берлин) — немецкий рисовальщик и гравёр академического направления. Работал в техниках резцовой гравюры на меди, офорта, в том числе цветного, и акватинты.

## Биография
Готфрид Даниэль Бергер родился в Берлине в семье Фридриха Готлиба Бергера, который также был художником-гравёром. В 1757 году Бергер-сын обучался у французского художника Блеза Николя Лесюёра, который в то время был директором Прусской королевской академии искусств. С мая 1774 года он также обучался гравированию у Георга Фридриха Шмидта, чьим постоянным сотрудником стал.
Бергер получил профессиональную поддержку от Лесюёра, который обеспечил художника влиятельными заказчиками и покровителями, включая живописца, директора картинной галереи Сан-Суси Маттиаса Остеррайха (Matthias Österreich), знатока искусства Карла Филиппа Цезаря и профессора анатомии Иоганна Фридриха Меккеля. Таким образом, Бергер получил множество важных заказов, в основном на создание иллюстраций для медицинских и биологических атласов или репродуцирование в гравюрах живописных картин.
В 1778 году Бергер стал действительным членом Прусской королевской академии искусств, а в 1787 году был назначен профессором гравюры и ректором академии. В 1816 году Бергер стал вице-директором академии. Художник скончался 17 ноября 1825 года в Берлине.

## Галерея
- Вид с Кавалерберга близ Хиршберга на Вармбрунн. По картине Себастьяна Карла Кристофа Рейнхардта. 1793. Цветной офорт, резец
- Жители Бостона выбрасывают английский ост-индский чай в море 18 декабря 1773 года. Иллюстрация. 1784. Офорт
- Фридрих II Прусский в битве при Кунерсдорфе (1759). 1804. Офорт, резец
- Хартвиг Уессли. 1791. Резец на меди
- Бранденбургские ворота. По оригиналу П. Л. Лютке. 1796. Цветная акватинта